# Pollichthys
Pollichthys is een geslacht van straalvinnige vissen uit de familie van lichtvissen (Phosichthyidae). Het geslacht is voor het eerst wetenschappelijk beschreven in 1959 door Grey.

## Soort
- Pollichthys mauli (Poll, 1953)